# Mándres (ort i Cypern, Eparchía Lefkosías, lat 35,22, long 33,38)
Mándres är en ort i Cypern.   Den ligger i distriktet Eparchía Lefkosías, i den nordöstra delen av landet, 5 km norr om huvudstaden Nicosia. Mándres ligger 150 meter över havet och antalet invånare är 5 338. Den ligger på ön Cypern.
Terrängen runt Mándres är platt söderut, men norrut är den kuperad. Terrängen runt Mándres sluttar söderut.Trakten runt Mándres är tätbefolkad, med 636 invånare per kvadratkilometer. Närmaste större samhälle är Nicosia, 5,3 km söder om Mándres. Trakten runt Mándres är i huvudsak ett öppet busklandskap.